# 都會大隊
都會大隊（拉丁語：cohortes urbanae）是羅馬帝國皇帝奧古斯都所成立的特殊部隊。主要用途是制衡駐紮在首都的禁衛軍團，也被當作是一支警察部隊。由羅馬的行政長官帶領。

## 職責
相同類型的單位在共和時期的任務是打擊騷擾街坊的暴徒或幫派。都會大隊被視為重裝警察部隊，其職責在於鎮壓暴動，然而同時期的城鎮監察兵（Vigiles）則負責每日巡視街道，並且嚴防火警。都會大隊作為一支準軍事部隊，在必要時也必須投入作戰。奧古斯都成立了城市警備隊，由三個都會大隊組成，交由新派任的首都行政長官指揮。
有別於城鎮監察兵通常在夜晚出動，充當消防隊和守門人。都會大隊由軍團士兵組成，薪俸較一般軍團兵高，卻低於禁衛軍團，通常領取皇帝賞金也比普通軍團兵高一些，但還是比禁衛軍團少。

## 組織
都會大隊最初由三個大隊組成，每個大隊交由一個大隊長和六位百夫長指揮。這支部隊在弗拉維王朝時被擴編為四個大隊，每個大隊約五百人。只有公民能申請加入這支部隊，因此大部分的成員都是義大利人。都會大隊稍後也在羅馬北非行省迦太基市和高盧行省卢格杜努姆（大約是今天的里昂）設立，被稱為城市大隊（city cohort）。

## 參戰經驗
在西元69年的第一次貝德里亞克戰役中，皇帝歐圖礙於兵源不足，因此將羅馬市內的劍鬥士和警察編入作戰，都會大隊和城鎮監察兵很可能都被派上戰場。最後寡不敵眾，敗給維特里烏斯的萊茵河軍團。